# 李用楫
李用楫（1617年—1652年），字若济，号武舟，南直隶宜兴县人。明末及南明政治人物。

## 生平
崇祯十二年（1639年）舉應天府鄉試第三（經魁），崇祯十六年（1643年）登癸未科三甲十名进士，户部觀政，本年任廣東瓊州府推官。隆武二年（1646年），永曆帝在肇慶即位，李用楫任給事中，正值安南，李用楫受命前往往，歸至廉州，李成栋率清軍攻陷海北，用楫逃至琼州。成栋驰檄招降。用楫勸洪天擢及士民投降，被逐。
历官御史、太常寺少卿。當時朝廷分楚黨、吳黨，互相傾軋，李用楫為吳黨重要人物。
南明永曆四年（1650年）以兵部侍郎巡抚五府一州。永历六年（清顺治九年，1652年），率兵在广西合浦青头营与清兵激战兵败，投水自尽。

## 家族
曾祖李埙。祖父李如锦。父李河瑞，庠生。